# Karol G
Karol G (zapis stylizowany: KAROL G), właśc. Carolina Giraldo Navarro (ur. 14 lutego 1991 w Medellín) – kolumbijska piosenkarka, autorka tekstów piosenek i producentka muzyczna.
Jest jedną z czołowych artystek latynoskiej sceny muzycznej, wielokrotnie nagradzaną prestiżowymi wyróżnieniami, w tym Latin Grammy. Zdobyła międzynarodową sławę dzięki takim piosenkom jak „Tusa”, „Ahora me llama” czy „Provenza”. W 2024 roku została pierwszą Latynoską nazwaną Kobietą Roku na Billboard Women In Music.

## Wczesne życie
Carolina Giraldo Navarro urodziła się 14 lutego 1991 roku w Kolumbii w mieście Medellín jako najmłodsza z trójki dzieci córka Marty Navarro i Guillermo Giraldo.

## Kariera

### 2007–2016: Początki
W wieku 14 lat pojawiła się w programie El Factor X i choć nie wygrała programu to zyskała doświadczenie. Publikowała covery piosenek artystek takich jak Alicia Keys czy Lauryn Hill. W kolejnych latach Giraldo nagrywała i wydawała piosenki, w tym „En la Playa” czy „Por Ti”. Studiowała muzykę na uniwersytecie w Antioquii i śpiewała jako podkład dla innych artystów, np. dla Reykona nagrywając piosenki „Tu Juguette” w 2011 i „301” w 2012 roku. Wkrótce potem pojechała do Miami na spotkanie z wytwórnią Universal Music, która odmówiła podpisania z nią kontraktu twierdząc, że kobieta nie odniesie sukcesu w muzyce reggateon.
W odpowiedzi na odrzucenie Universal Music, Karol G i jej ojciec postanowili samodzielnie promować jej karierę, koncertując w Kolumbii w college’ach, klubach i na festiwalach. Dzięki tym występom zyskała jeszcze większy rozgłos i doprowadziło to do jej współpracy w 2013 z wokalistą Nicky Jam przy piosence „Amor de Dos”
Wiedząc, że jej kariera muzyczna nie rozwija się wystarczająco szybko w Ameryce Południowej, Giraldo przeprowadziła się do Nowego Jorku w 2014, aby pracować i zostać z ciotką. Czując się zagubiona z powodu braku sukcesu w tym czasie, powiedziała później, że jeżdżąc codziennie metrem w Nowym Jorku do i z pracy, widziała różne reklamy oferujące kursy edukacyjne i certyfikaty dla branży muzycznej. Biorąc to za znak, Giraldo zapisała się na kursy muzyczne. Decyzja ta pomogła ożywić jej pasję do muzyki, motywując ją do kontynuowania kariery. Jej piosenka z 2014 roku „Ricos Besos” stała się hitem w Kolumbii. W 2016 roku podpisała kontrakt z Universal Music Latino.

### 2017–2018: Przełomowy sukces iUnstoppable

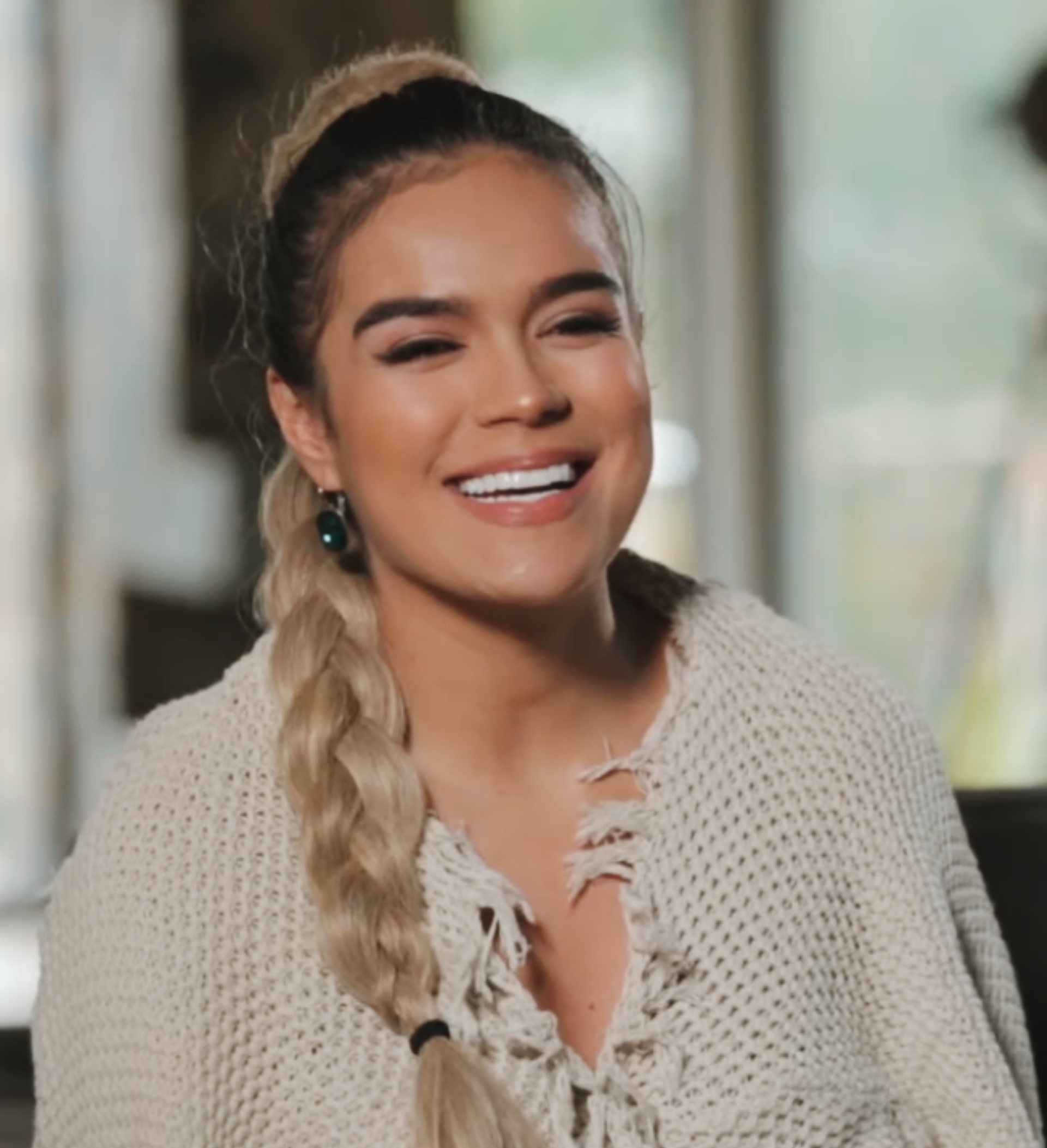
Karol G (2018)

W styczniu 2017 artystka dołączyła do reality talent show Pequeños Gigantes USA jako sędzia. W lutym wydała piosenkę „A Ella”, inspirowaną prawdziwymi wydarzeniami z życia. W maju jej singiel z portorykańskim raperem Bad Bunnym „Ahora me llama” został uznany za przełomowy hit, zdobył ponad miliard wyświetleń na YouTube i uplasował się na liście Billboard Hot Latin Songs jako miejsce 10. Piosenka ta znalazła się również na liście „Alt. Latino’s Favorites: The Songs of 2017” jako jedna z najlepszych latynoskich piosenek 2017 roku.
„Ahora me llama” służył jako główny singiel (w tym remiks z udziałem Quavo z zespołu Migos) na jej debiutanckiej płycie, Unstoppable; płyta zawierała również trzy wyżej wymienione single i została wydana w październiku 2017 roku, lądując na 2 miejscu listy Billboard Top Latin Albums. W marcu 2018 piosenlarla wydała teledysk do singla „Pineapple”. W tym samym miesiącu została nominowana do Billboard Top Latin Awards.
6 kwietnia 2018 Karol G współpracowała z argentyńską piosenkarką Tini przy piosence „Princesa” z drugiego albumu studyjnego Tini Quiero Volver.
W maju 2018 wydała utwór „Mi Cama”, który odniósł sukces komercyjny. Następnie wydała piosenkę „Culpables” z udziałem rapera Anuela AA, która osiągnęła ósme miejsce na liście Billboard Hot Latin Song.

### 2019–2021:OceaniKG0516
W styczniu 2019 Karol G z wyżej wspomnianym raperem wydała singiel „Secreto”, który osiągnał 68 miejsce na liśice Billboard Hot 100 i piąte miejsce na amerykańskich listach przebojów Hot Latin Songs. 3 maja tego samego roku artystka wydała album Ocean. Elias Leight z Rolling Stone zrecenzował album, stwierdzając: „Moc jaką posiada ten album została osłabiona przez fakt, że 1/3 tych piosenek jest już dostępna”, ale wyraził opinię, że „pozostałe utwory są imponująco zróżnicowane”.

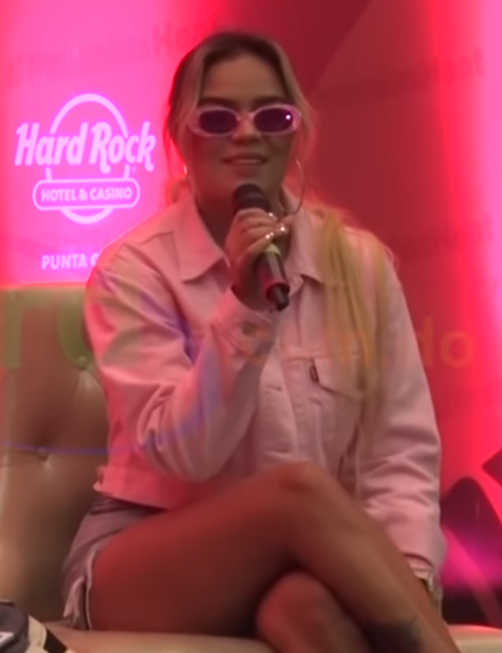
Karol G (2019)

W lipcu 2019 Karol G współpracowała z Anuelem AA, Daddy Yankee, Ozuną i J Balvinem przy piosence „China”, która zadebiutowała na drugim miejscu listy Billboard’s Hot Latin Songs i znalazła się na szczycie Latin Digital Songs i Latin Streaming Songs. „China” znalazł sie na liście 10 najlepszych latynoskich teledysków w lipcu przez Rolling Stone. 7 listopada 2019 roku Karol G wydała utwór „Tusa” z gościnnym udziałem trynidadzkiej raperki Nicki Minaj, który osiągnął komercyjny sukces i został nominowany do nagrody za Najlepszy Utwór Muzyczny i Piosenki Roku na 21. corocznym rozdaniu nagród Latin Grammy.
17 marca 2021 Karol G ogłosiła wydanie jej drugiego albumu KG0516,, a także datę premiery i okładkę. Lista utworów została ogłoszona 22 marca, a 25 marca album został wydany. Singiel „Sejodioto”, który wypuściła 21 września 2021 odniósł sukces i został nominowany do tytułu Piosenka Roku.

### od 2023:Mañana Será Bonito
W kwietniu 2022 roku Karol G wydała „Provenza” jako główny singiel z niezapowiedzianego wówczas albumu Mañana Será Bonito, który stał się viralem w internecie. W sierpniu tego samego roku artystka wydała „Gatúbela” z udziałem portorykańskiego rapera Maldy. Teledysk do tej piosenki został początkowo zakazany w niektórych krajach za to, że był prowokujący seksualnie, chociaż później został udostępniony.
19 lutego 2023 Karol G była jedną z głównych artystów słynnego Międzynarodowego Festiwalu Viña del Mar w Viña del Mar w Chile, gdzie wystąpiła na żywo przed 15 000 fanów. 24 lutego tego samego roku ukazał się jej album Mañana Será Bonito oraz piosenka „TQG” z udziałem piosenkarki Shakiry. Album osiągnął pierwsze miejsce na liście Billboard 200, stając się Pierwszym W Historii Hiszpańskojęzycznym Albumem Kobiety, który zadebiutował na pierwszym miejscu, uzyskał także siedem nominacji na 24. coroczne rozdanie nagród Latin Grammy, zdobywając aż trzy nagrody, w tym za Album Roku i Najlepszy Album Muzyki Miejskiej. Singiel „TQG” osiągnął siódme miejsce na liście Billboard Hot 100, tym samym wygrywając nagrodę za Najlepsze Wykonanie Muzyki Miejskiej. To uczyniło Karol G pierwszą kobietą, która zdobyła nagrodę Latin Grammy za Najlepszy Album Muzyki Miejskiej. Na kolejnych 66. corocznych rozdaniach nagród Grammy album zdobył nagrodę za Najlepszy Album Muzyki Miejskiej.
W czerwcu 2023 Karol G podpisała kontrakt z wytwórnią Interscope Records. 2 czerwca wydała „Watati”, promocyjny singiel z Barbie the Album, w którym wystąpił panamski artysta Aldo Ranks. Teledysk został wydany 15 czerwca. 13 lipca wypuściła piosenkę „S91” wraz z teledyskiem. 11 sierpnia wydała mixtape Mañana Será Bonito (Bichota Season), który zawiera główny singiel „S91” oraz drugi singiel „Mi Ex Tenía Razón”. Album posiada utwory z artystami takimi jak Peso Pluma czy Kali Uchis.

## Życie prywatne
W sierpniu 2018 roku poznała portorykańskiego rapera Anuela AA na planie teledysku do piosenki „Culpables”. W styczniu 2019 para potwierdziła swój związek. 25 kwietnia 2021 raper potwierdził, że on i Karol G zakończyli swój związek.
Na początku 2023 związek artystki z kolumbijskim muzykiem Feidem został potwierdzony po tym, jak razem wzięli udział w wydarzeiu Billboard Women in Music 2024.

## Dyskografia
| Rok  | Tytuł albumu       |
| ---- | ------------------ |
| 2017 | Unstoppable        |
| 2019 | Ocean              |
| 2021 | KG0516             |
| 2023 | Mañana Será Bonito |
| 2025 | Tropicoqueta       |